# Acaena ovalifolia
Acaena ovalifolia là loài thực vật có hoa trong họ Hoa hồng. Loài này được Ruiz & Pav. mô tả khoa học đầu tiên năm 1798.

## Hình ảnh

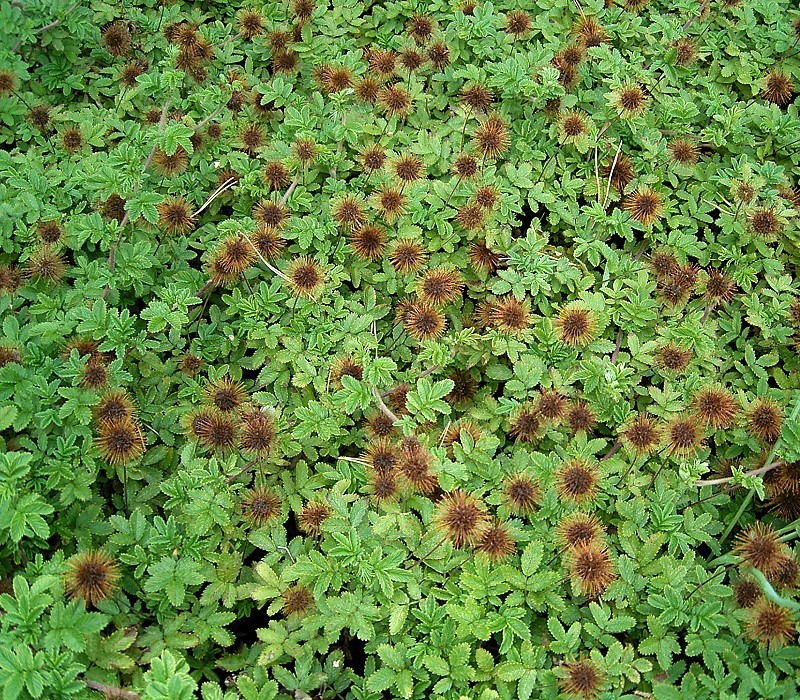
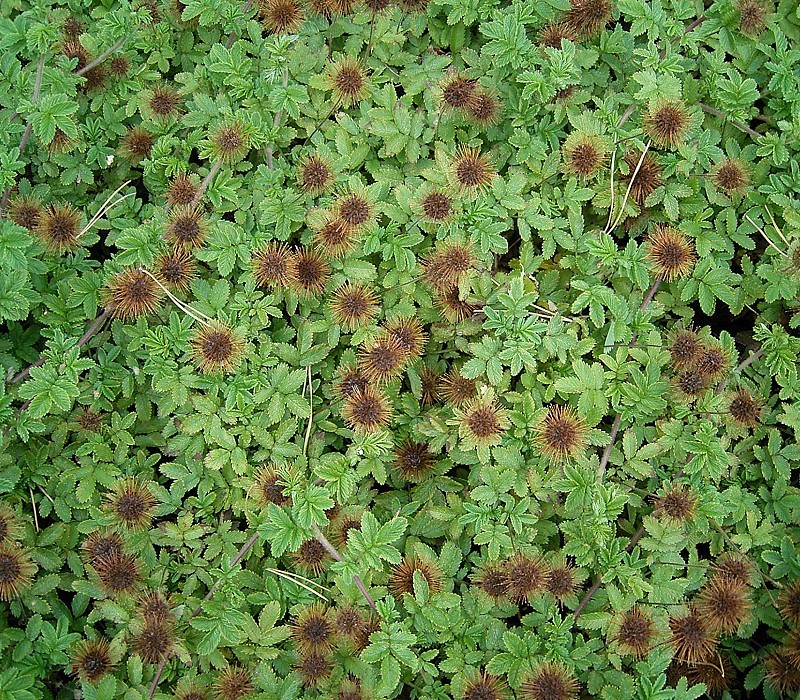
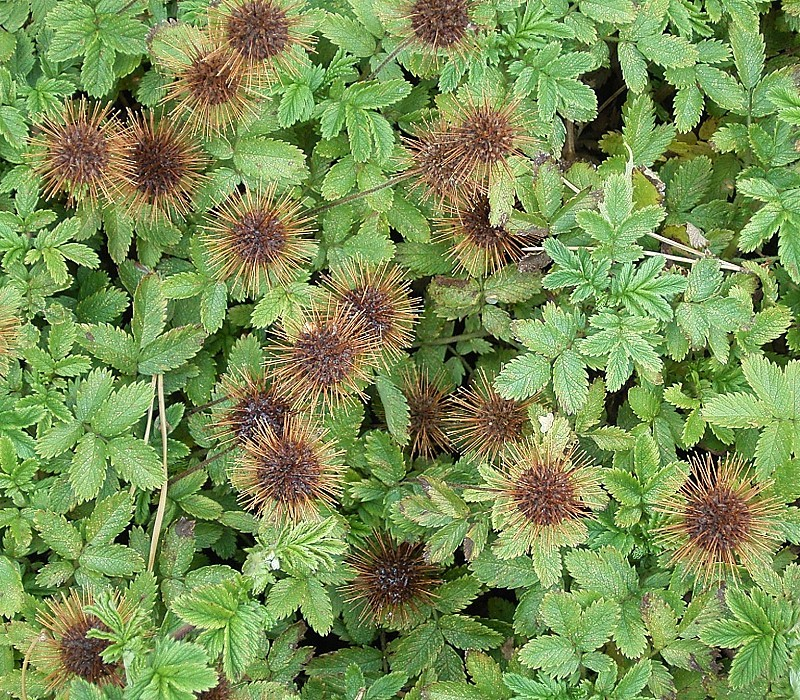
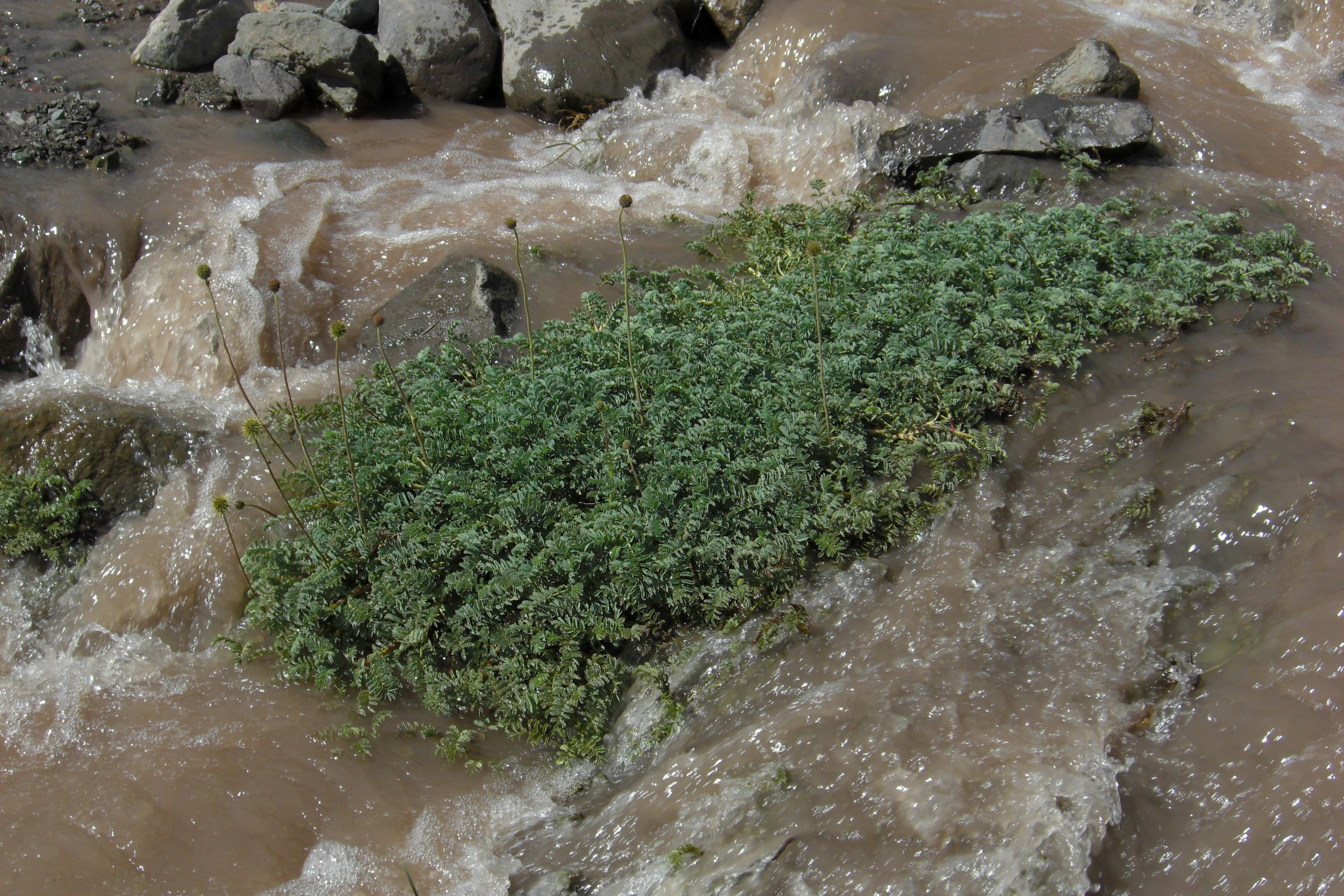